# 바텀스
《바텀스》(영어: Bottoms)는 2023년 개봉한 미국의 십대, 섹스 코미디 영화이다. 에마 셀리그먼이 감독과 공동각본을 맡았다.
이 영화는 2023년 3월 11일 사우스 바이 사우스웨스트에서 초연되었고, 미국에서는 8월 25일 메트로 골드윈 메이어 픽처스에서 개봉되었다. 이 영화는 비평가들로부터 긍정적인 평가를 받았다.

## 줄거리
고등학교 시니어인 단짝 친구 PJ와 조시는 학교에서 인기가 없는 레즈비언 처녀들이다. 학교 축제에서 치어리더인 브리트니와 이사벨에게 관심을 보이지만 실패한다. 그러다 이사벨이 남자친구인 학교 풋볼팀 스타 쿼터백 제프와 다투는 것을 보고 그들을 차에 태워 피신시킨다. 제프는 일부러 다친 척하며 꾀병을 부리고, 이 사건 때문에 PJ와 조시는 학교에서 징계를 받을 위기에 처한다. 징계를 피하려 조시는 자신들이 '여성 자위대' 클럽을 만들었다고 거짓말을 한다. 결국 둘은 친구 헤이즐의 도움을 받아 여자들을 유혹할 목적으로 자위대 클럽을 실제로 만들고, 지루해하는 역사 선생님 미스터 G를 클럽 고문으로 설득한다.
클럽은 폭력적인 훈련을 통해 점점 인기를 얻고, 브리트니와 이사벨도 합류한다. PJ와 조시는 클럽 활동을 통해 각자의 짝사랑 상대와 가까워진다. 하지만 제프의 친구 팀은 PJ와 조시가 소년원에 간 적이 없다는 것을 밝혀낸다. 헤이즐은 자신의 엄마가 제프와 바람을 피운다는 사실을 알게 되고, 이 사실을 이사벨에게 알리면서 이사벨은 제프와 헤어진다. 클럽 멤버들은 제프의 집을 파괴하고, 조시와 이사벨은 키스 직전까지 가지만, 헤이즐이 복수심에 제프의 차를 폭탄으로 날려버린다. 팀은 조시에게 클럽을 그만두라고 경고하지만 클럽 멤버들은 해산하기로 결정한다. 실망한 PJ는 헤이즐에게 화를 내고, 조시와 이사벨은 성관계를 맺지만 PJ는 브리트니에게 키스하지만 그녀가 이성애자라는 것을 알고 실망한다.
학교 풋볼 경기 응원전에서 팀은 헤이즐을 속여 학교 최고 권투 선수와 싸우게 한다. 헤이즐은 클럽에서 배운 기술들을 보여주지만 결국 심하게 구타당하고, 팀은 PJ와 조시의 거짓말과 클럽을 만든 원래의 이기적인 이유를 폭로한다. 이사벨은 조시에게 등을 돌리고, PJ와 조시는 서로 싸우고, 미스터 G는 페미니즘을 포기한다. 뿔뿔이 흩어진 친구들은 학교에서 더욱 소외되고, 제프는 이사벨의 마음을 되찾는다. 조시는 PJ와 자신의 어릴 적 베이비시터 로즈에게 조언을 구하고, 로즈는 헌팅턴 고등학교에서 락브릿지 풋볼 선수를 살해하는 전통이 있다는 것을 알려준다. 조시와 PJ는 서로 화해하고 헤이즐과 함께 클럽을 재결성하여 헌팅턴 고등학교의 계획을 막으려 한다.
경기장에서 그들은 파인애플 주스가 제프를 죽이려고 스프링클러 시스템에 추가된 것을 발견한다. 헤이즐은 폭탄으로 군중을 분산시키려 하지만 실패하고, PJ와 헤이즐은 키스하며 주의를 돌린다. 이사벨과 브리트니는 헌팅턴 팀과의 난투극에 합류하고, 조시는 스프링클러가 작동하기 전에 제프를 안전하게 옮긴다. 헌팅턴 선수 대부분이 죽자 팀은 제프를 살린 클럽을 축하한다. 조시와 이사벨은 키스하며 화해하고, 헤이즐의 폭탄은 마침내 폭발한다.

## 출연
- 레이철 세넛 - 피제이
- 아이요 어데비리 - 조시
- 하바나 로즈 리우 - 이저벨
- 카이아 거버 - 브리트니
- 니컬러스 골리친 - 제프
- 다그마라 도민치크
- 마숀 린치
- 루비 크루즈
- 마일스 파울러
- 펑키 존슨
- 레이시 도버
- 얼리사 매슈스
- 크리스털 체임버스
- 서머 조이 캠벨